# Kélo

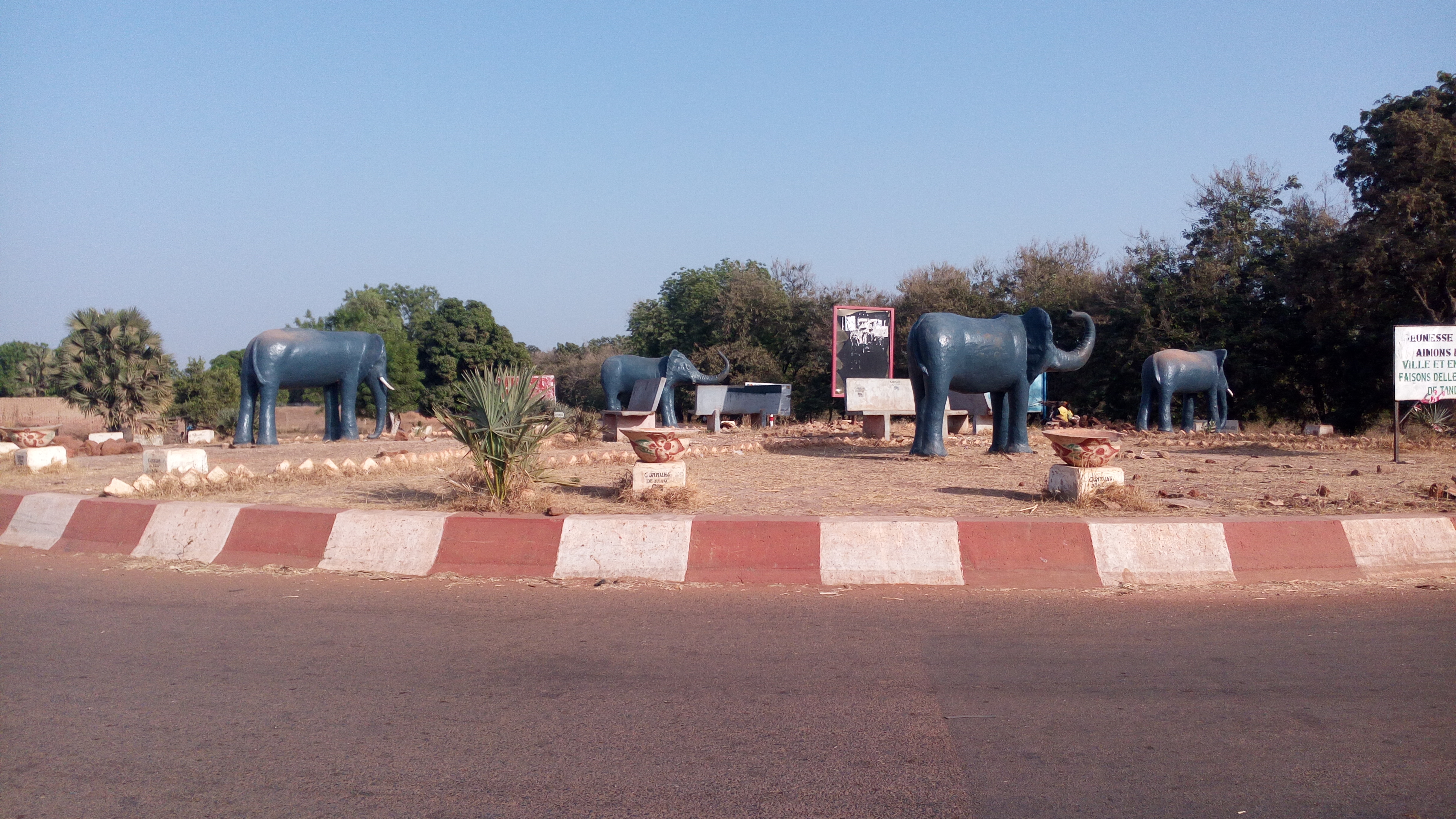
Elefantenkreisel in Kelo

Kélo ist eine Stadt im Südwesten des Tschad mit etwa 44.000 Einwohnern. Sie ist Hauptstadt des Départements Tandjilé Ouest in der Provinz Tandjilé. Die Stadt liegt im Ramsar-Gebiet Plaines d’inondation du Logone et les dépressions Toupouri.